# العلاقات الفنزويلية المنغولية
العلاقات الفنزويلية المنغولية هي العلاقات الثنائية التي تجمع بين فنزويلا ومنغوليا.

## مقارنة بين البلدين
هذه مقارنة عامة ومرجعية للدولتين:
| وجه المقارنة                                              | فنزويلا                                  | منغوليا         |
| --------------------------------------------------------- | ---------------------------------------- | --------------- |
| المساحة (كم2)                                             | 916.45 ألف                               | 1.57 مليون      |
| عدد السكان (نسمة)                                         | 28.87 مليون                              | 3.08 مليون      |
| الكثافة السكانية (ن./كم²)                                 | 31.5                                     | 1.96            |
| العاصمة                                                   | كاراكاس                                  | أولان باتور     |
| اللغة الرسمية                                             | اللغة الإسبانية، لغة الإشارة الفنزويلية ‏ | اللغة المنغولية |
| العملة                                                    | بوليفار فنزويلي                          | توغروغ منغولي   |
| الناتج المحلي الإجمالي (بليون دولار)                      | 482.36 مليار                             | 11.49 مليار     |
| الناتج المحلي الإجمالي (تعادل القوة الشرائية) بليون دولار |                                          | 36.16 مليار     |
| الناتج المحلي الإجمالي الاسمي للفرد دولار أمريكي          |                                          | 3.97 ألف        |
| الناتج المحلي الإجمالي للفرد دولار أمريكي                 |                                          | 11.95 ألف       |
| مؤشر التنمية البشرية                                      | 0.762                                    | 0.727           |
| رمز المكالمات الدولي                                      | +58                                      | +976            |
| رمز الإنترنت                                              | .ve                                      | .mn             |
| المنطقة الزمنية                                           | 00                                       | ت ع م+08:00     |

## منظمات دولية مشتركة
يشترك البلدان في عضوية مجموعة من المنظمات الدولية، منها:
| علم المنظمة | اسم المنظمة                        | تاريخ انضمام فنزويلا | تاريخ انضمام منغوليا |
| ----------- | ---------------------------------- | -------------------- | -------------------- |
|             | الاتحاد البريدي العالمي            | ?                    | ?                    |
|             | البنك الدولي للإنشاء والتعمير      | 30 ديسمبر 1946       | 14 فبراير 1991       |
|             | منظمة التجارة العالمية             | ?                    | ?                    |
|             | يونسكو                             | 25 نوفمبر 1946       | 1 نوفمبر 1962        |
|             | وكالة ضمان الاستثمار متعدد الأطراف | 9 مايو 1994          | 21 يناير 1999        |
|             | منظمة حظر الأسلحة الكيميائية       | ?                    | ?                    |
|             | منظمة الشرطة الجنائية الدولية      | ?                    | ?                    |
|             | مؤسسة التمويل الدولية              | 28 ديسمبر 1956       | 14 فبراير 1991       |
|             | الأمم المتحدة                      | 15 نوفمبر 1945       | 27 أكتوبر 1961       |
|             | الاتحاد الدولي للاتصالات           | 13 أغسطس 1920        | 27 أغسطس 1964        |

## وصلات خارجية
- موقع وزارة الخارجية الفنزويلية
- موقع وزارة الخارجية المنغولية